# Onobrychis arenaria
Onobrychis arenaria là một loài thực vật có hoa trong họ Đậu. Loài này được (Kit.) DC. miêu tả khoa học đầu tiên.

## Hình ảnh

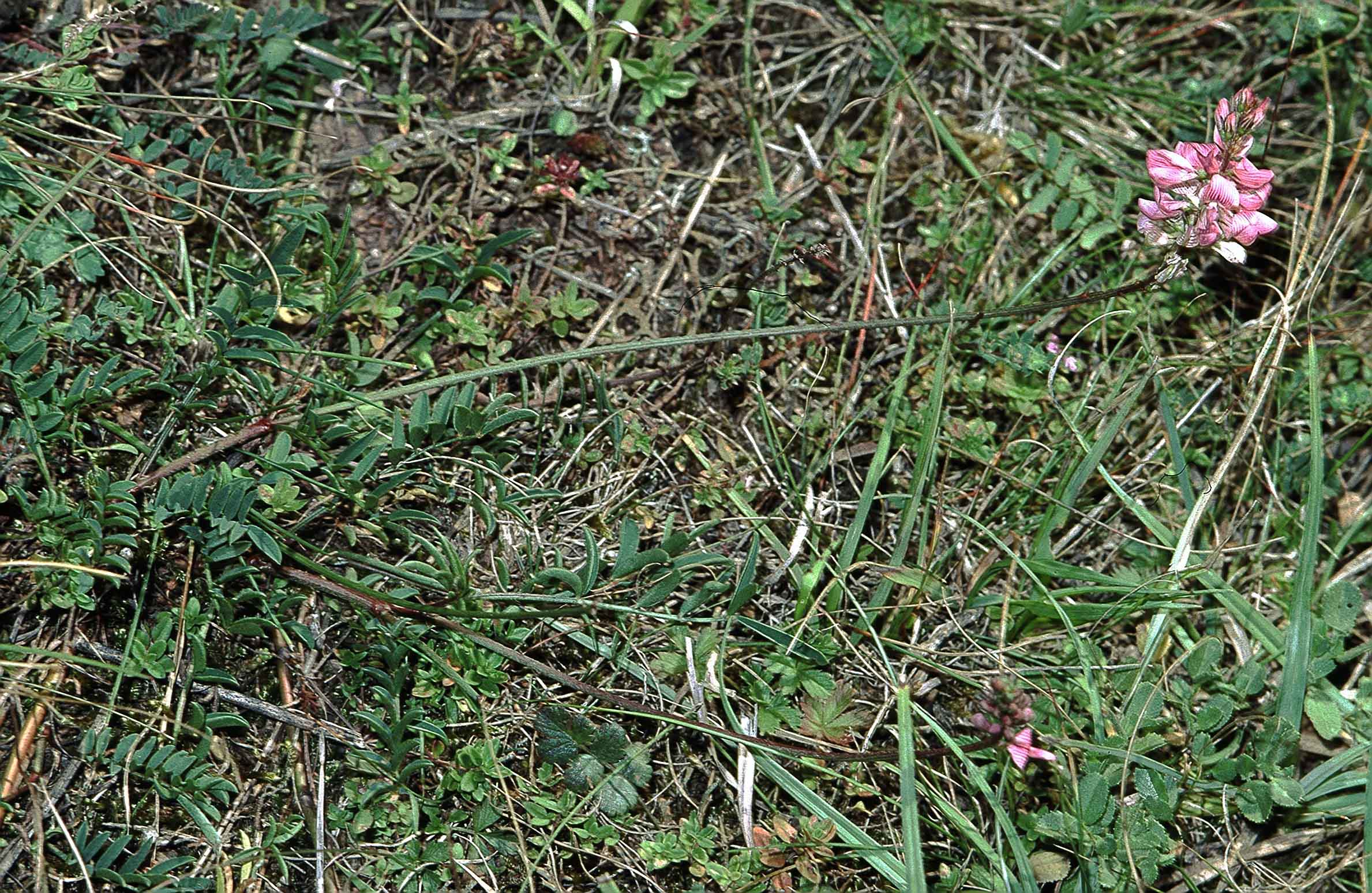
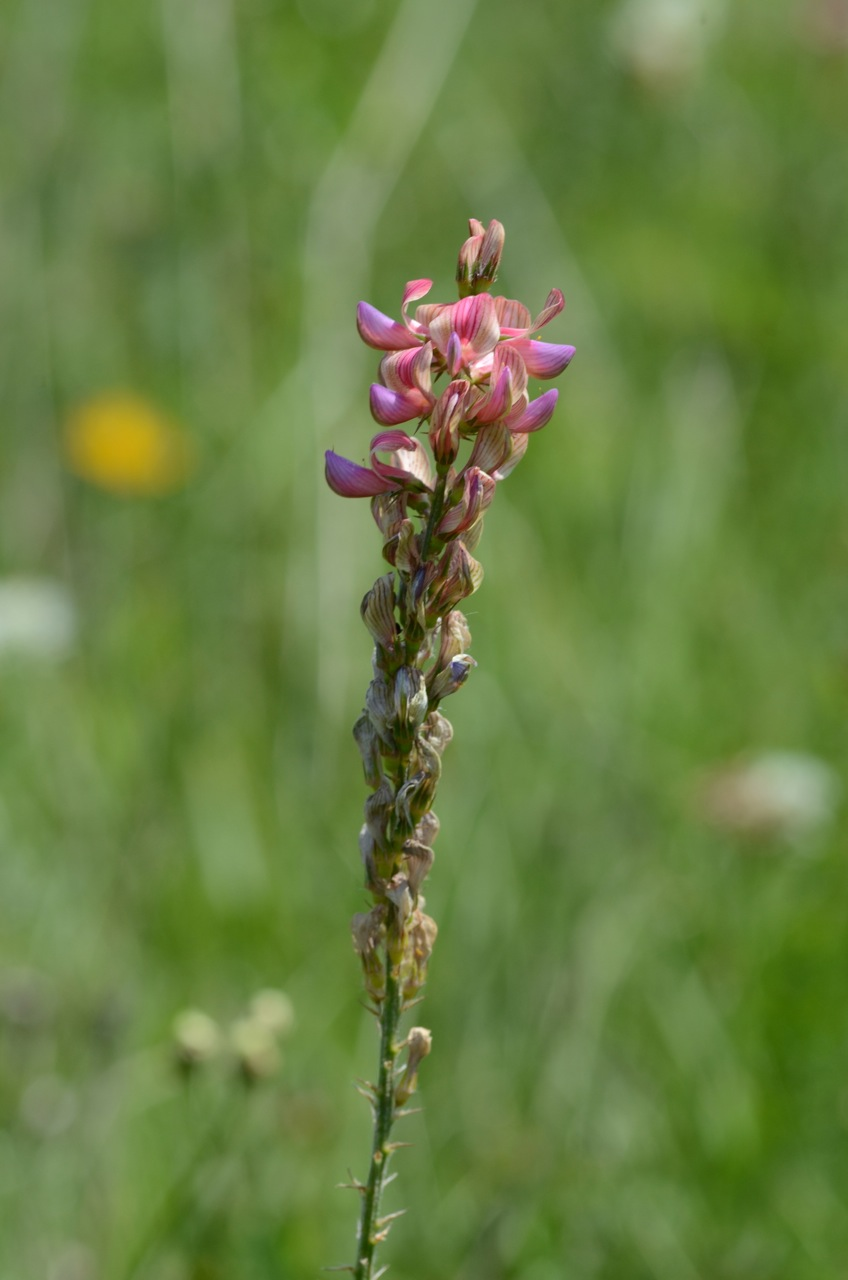
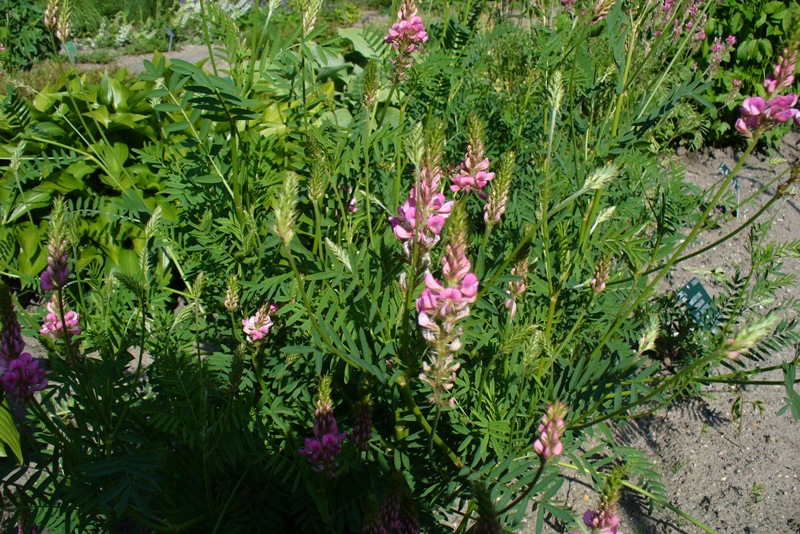

- Tập tin:20040403 30sant Latvia Postage Stamp.jpg